# Адыл Ашменев
Адыл Ашменев (Адель Азменев; 1727—?) — участник Крестьянской войны 1773—1775 годов в Башкортостане, «пугачёвский походный старшина».

## Биография
Адыл Ашменев происходил из башкир деревни Елпачиха, Гайнинской волости Осинской даруги.
В декабре 1773 году присоединился к повстанцам Крестьянской войны. 14 декабря 1773 года в составе делегации башкирских старшин, сотников и рядовых общинников Осинской дороги, прибыл в Чесноковку к И. Н. Зарубину — в один из повстанческих центров Крестьянской войны под предводительством Емельяна Пугачёва. Вместе с Абдеем Абдулловым, Батыркаем Иткининым и Сайфуллой Сайдашевым стал одним из предводителей восставших, действовавших на северо-западе Башкортостана.
Со второй половины декабря 1773 года отряды Аделя Ашменева, Абдея Абдулова, Батыркая Иткинина и Сайфуллы Сайдашева заняли пригород Осы, дворцовые села Сарапул и Каракулино, Юговские казённые, Аннинский, Рождественский, Ашапский, Шермяитский и другие заводы. В конце декабря 1773 года отряды восставших сконцентрировались в пригороде Осы. В январе 1774 года вместе с Салаватом Юлаевым, Батыркаем Иткининым и другими участвовал в штурме и осаде Кунгура.
В мае 1774 года Сайфула Сайдашев отправил отряд Адыла Ашменева в деревню Неволино. 19 июня 1774 году Е. И. Пугачёв направил Адылу Ашменеву свой именной указ, где предписывал ему вести агитацию среди населения округа в пользу «императора Петра III», пополнять отряды новыми повстанцами, а также распорядился повременить с захватом Рождественского завода. Последнее распоряжение было вызвано тем, что отряд Адыла Ашменева охранял переправу через Каму и прикрывал действия главных сил восставших, которые в то время к штурму Осы. 22 июня Адыл Ашменев встретился с Е. И. Пугачёвым и обеспечил переправу отрядов восставших на правый берег Камы.
Летом 1774 года в составе Главного войска Е. И. Пугачёва принимал участие во взятии Воткинского и Ижевского заводов, Мамадыша, штурме Казани. 12 июля 1774 года в сражении под Казанью Адыл Ашменев был взят в плен. По ходатайству башкирского старшины Иректиской волости Шарипа Киикова, который был в составе в команды И. И. Михельсона, Адыл Ашменев был освобождён и отправлен на родину. Дома лишился зрения. В сентябре 1774 года был арестован и отправлен в Казанскую секретную комиссию. Согласно приговору Тайной экспедиции Сената от 5 апреля 1775 года указывалось приговорён к вечной каторге, освобождён от наказания по причине слепоты, бит плетьми и отпущен домой.